# Альянс движения освобождения Доминики
Альянс Движения освобождения Доминики (АДОД, Альянс освободительного движения Доминики, англ. Dominica Liberation Movement Alliance, DLMA или DLM) — левая политическая партия в Доминике. Позиционировался как революционно-демократическая сила, объединяющая представителей прогрессивных левых кругов. Ключевую роль играли молодые активисты и представители интеллигенции. В своей деятельности концентрировался на рабочем классе, сельскохозяйственных рабочих и профсоюзах. Альянс участвовал в выборах 1980 года, получив 8,4 % голосов, но ни один депутат от него не был избран. Он больше не выдвигался на выборах, в 1985 году влившись в Доминикскую лейбористскую партию.

## История

### Предпосылки образования
Побеждая на выборах с 1961 года, Доминикская лейбористская партия (ДЛП) управляла островом до 1979 года (в 1978 году Доминика стала полностью независимой от Соединённого Королевства). Декларируя социалистические принципы, она всё дальше от них отдалялась. Так, в 1974 году премьер-министром от ДЛП стал Патрик Джон, проводивший жёсткий курс на «закон и порядок» (в частности, против «дредов» — радикального крыла движения раста; принятый специальный закон поощрял внесудебные убийства членов «незаконных обществ» — совершившие их освобождались от уголовного преследования), боровшийся с профсоюзами и пытавшийся сбалансировать экономику, заключая спорные инвестиционные соглашения с иностранными бизнесменами, часто с сомнительной репутацией (среди прочего, велись переговоры о получении займов от апартеидного режима ЮАР и аренде американской компанией территории острова под сооружение порта, отелей и казино).
В этом контексте движения левее лейбористов (разворачивавшиеся ещё с начала 1950-х) начали обретать силу:
- Комитет народной независимости (КНН) под председательством Рузвельта «Рози» Дугласа, изначально ставивший своей главной целью обретение независимости с последующим некапиталистическим и социалистическим путём развития; установил широкие связи с общественными движениями, такими как студенческие ассоциации, кооперативы и крестьянско-фермерские организации, а также добивался установления отношений Доминики с Кубой[5].
- Народно-демократическая партия (НДП), возглавляемая Уильямом (Биллом) Ривьером, с большей концентрацией на сельских районах и Портсмуте (где она была представлена в местном совете), превратилась в партию Движение за новую Доминику (организация создана в 1972 году под влиянием идеологии «Black Power»)[6][7].
- Доминикский демократический альянс (ДДА), первоначально Партия нового альянса, основанная Майклом Дугласом (братом Рози Дугласа) — бывшим членом ДЛП и министром лейбористов с 1975 по 1978 год, уволенным Патриком Джоном, обвинившим его в «коммунизме» после предложения министра обратиться за помощью к Кубе[8].

В 1979 году страх перед растущим общественным недовольством побудил правительство пойти на сворачивание демократических свобод — например, представить два законопроекта, ограничивающих профсоюзную деятельность и свободу прессы (в них запрещались забастовки работников государственного сектора и критика властей в печати). В ответ 29 мая, когда эти предложения собирались поставить на голосование в парламенте, пять крупнейших профсоюзов организовали марш протеста. Рекордная для небольшой страны демонстрация протеста с участием более 10-15 тысяч человек была обстреляна полицейскими и переросла в ожесточенные столкновения с полицией. Возмущённые профсоюзы и оппозиция объявили с требованием отставки правительства всеобщую забастовку, продлившуюся 25 дней; по итогу, власти потеряли контроль над островом.

### Деятельность движения
30 мая, на следующий день после восстания, КНН Рози Дугласа, НДП Ривьера, ДДА Майкла Дугласа и Авангард трудящогося народа (АТН, откол от КНН) Бернарда Уилтшира, создали Движение за освобождение Доминики. Его национальное руководство включало Ллойда Паскаля и Рози Дугласа (КНН), Атертона (Ати) Мартина и У. Уоллеса из НДП, Пьера Чарльза и Хилроя Кастора из АТН, Майкла Дугласа и Дж. Джозефа из ДДА.
Доминика пребывала в предреволюционной ситуации; большая часть страны находилась под контролем революционных антиправительственных групп, некоторые из которых были связаны с АДОД и левой оппозицией, а другие — с консервативной Партией свободы Доминики и правой оппозицией. К тому же, несколькими неделями ранее праволейбористское правительство Гренады было свергнуто восстанием леворадикального движения «Новый ДЖУЭЛ», с которым АДОД поддерживал связи.
В июне, во многом по инициативе Рози Дугласа, был сформирован Комитет национального спасения, в который вошли профсоюзы, ассоциации работодателей, молодёжные организации, левые и правые оппозиционные партии и т. д. Под их давлением правительство назначило крайний срок для своего выхода в отставку — 13 июня. 20 июня правительство Джона окончательно пало, и его на посту премьера сменил отколовшийся от ДЛП и создавший Демократическую лейбористскую партию Доминики Оливер Серафин. Его правительство было сформировано из представителей различных политических сил под наблюдением Комитета национального спасения: Майкл Дуглас стал министром финансов, Ати Мартин — министром сельского хозяйства. Рози Дуглас и Пьер Чарльз стали сенаторами (хотя первый впоследствии был отстранён).
В июле 1980 года были проведены всеобщие выборы. Однако к этому моменту ДДА и КНН от участия в Альянсе и присоединились к Демократической лейбористской партии Серафина; в АДОД остались только НДП и АТН, которые объединились в единую структуру, возглавляемую Атертоном Мартином. В своём избирательном манифесте 1980 года Альянс провозглашал свои планы в различных областях, включая экономику, сельское хозяйство, туризм, здравоохранение, социальную защиту, образование, молодёжную политику, спорт и положение женщин. АДОД получил 2575 голосов (8,42 %) — довольно солидный результат для политсилы-новичка, однако при принятой мажоритарной системе это означало, что от неё не было избрано ни одного депутата.

### Конец политической силы
В 1985 году АДОД и Объединенная лейбористская партия Доминики (во главе с Майклом Дугласом) присоединились к Доминикской лейбористской партии.
Майкл Дуглас, Рози Дуглас и Пьер Чарльз стали лидерами Лейбористской партии (в 1986, 1992 и 2000 годах соответственно). Рози Дуглас и Пьер Чарльз также были премьер-министрами (в 2000 и с 2000 по 2004 годы соответственно) до своей смерти. Ставший видным защитником окружающей среды Атертон Мартин при Дугласе вновь занял пост министра сельского хозяйства, но вскоре подал в отставку.
Билл Ривьер, ранее также основавший Социалистическую рабочую партию, в 2006 году покинул Лейбористскую партию и создал собственное Народно-демократическое движение.